# Machaerina ensifolia
Machaerina ensifolia är en halvgräsart som först beskrevs av Johann Otto Boeckeler, och fick sitt nu gällande namn av Tetsuo Michael Koyama. Machaerina ensifolia ingår i släktet Machaerina och familjen halvgräs. Inga underarter finns listade i Catalogue of Life.